# حقوق الإنسان في ألبانيا
تشمل القضايا الحالية المتعلقة بحقوق الإنسان في ألبانيا العنف المنزلي، وحالات التعذيب المنفصلة، ووحشية الشرطة، والظروف العامة السيئة للسجون، والاتجار بالبشر والجنس وحقوق المثليين.

## نظرة تاريخية
خلال فترة حكم أنور خوجة (1944-1985)، صُنّفت ألبانيا الشيوعية حينها باعتبارها واحدة من أكثر الدول قمعاً في أوروبا الشرقية، ولكن منذ عام 1992 أُجريت العديد من الإصلاحات التحررية تحت قيادة الحزب الديمقراطي.
ألبانيا تُعد بلد منشأ وبلد نقل للأشخاص، خاصة النساء والأطفال، الذين يجري الاتجار بهم لغرض الاستغلال الجنسي. أبدت الحكومة الألبانية بعض الالتزام بمكافحة الاتجار بالبشر، لكنها انتُقدت لعدم امتثالها تماماً للمعايير الدنيا للقضاء على هذا الاتجار وفشلها في وضع تدابير فعالة لحماية الشهود.

## التعذيب والقتل من قبل السلطة
منذ بداية عام 1994، تلقت منظمة العفو الدولية تقارير عن حوادث زُعم فيها أن أفراد الشرطة الألبانية قد أساؤوا معاملة الناس أثناء الاعتقال أو الاحتجاز، بل إن بعضهم ماتوا بسبب هذه المعاملة. وورد أن المحتجزين كثيراً ما عانوا من إصابات، مثل الكدمات أو تكسير الأسنان أو الجروح التي تحتاج إلى علاج طبي أو حتى إلى دخول المستشفى. وصلت بعض حالات سوء المعاملة إلى حد التعذيب. وُجِّهت العديد من هذه الانتهاكات إلى أعضاء أو مؤيدي الحزب الاشتراكي (الحزب الشيوعي المُعاد تسميته). من بين الضحايا الآخرين: المثليون، وأفراد الأقلية اليونانية والسجناء السياسيون السابقون. يبدو أن محاكمة ضباط الشرطة بسبب التعذيب أو سوء المعاملة أمر نادر الحدوث.

## العنف والتمييز ضد المرأة
تعاني نحو 60% من النساء في المناطق الريفية من العنف الجسدي أو النفسي ونحو 8% هن من ضحايا العنف الجنسي. غالباً ما تُنتهك أوامر الحماية. في عام 2014، ذكرت لجنة هلسنكي الألبانية (AHC) أن عدد ضحايا القتل من الإناث ما يزال مرتفعاً. 
أثار مفوض الحماية من التمييز مخاوف بشأن قانون تسجيل الأسرة الذي يُميز ضد المرأة. ونتيجة لذلك، يمتلك رؤساء الأسر، الذين يكونون غالباً رجالاً، الحق في تغيير مكان إقامة العائلة دون إذنٍ من شركائهم الإناث.
وذكرت منظمة العفو الدولية أن تعذيب المعتقلين وإساءة معاملتهم أمر شائع في ألبانيا حتى اليوم. 

## العنف ضد الأطفال
في عام 2015، ذكرت اليونيسف أن 77% من الأطفال في ألبانيا قد تعرضوا لشكل من أشكال العقوبة العنيفة في المنزل. يُجبر مئات الأطفال على التسول أو التعرض لأشكال أخرى من العمل القسري داخل البلاد وحتى خارجها.

## هجمات الثأر
تخضع ما لا تقل عن 70 أسرة للحبس الذاتي بسبب الخوف من هجمات الثأر.

## انتهاكات حقوق الإنسان للأقلية اليونانية
تُنتهك حقوق الإنسان في ألبانيا من قبل الحكومة التي استهدفت الأقلية اليونانية من خلال الشرطة والخدمة السرية وفقاً لمنظمات حقوق الإنسان. استُهدفت المجتمعات اليونانية من خلال مشاريع التنمية وهُدِمت منازل يونانيي إبيروس الشمالية من جنوب ألبانيا في استهداف عرقي مزعوم، وبشكلٍ منهجي. وفقاً لمنظمة العفو الدولية، هناك حالات تضمنت سوء معاملة أفراد الأقلية اليونانية من قبل السلطات. 
بالإضافة إلى ذلك، اشتكت الأقلية اليونانية العرقية من عدم رغبة الحكومة في الاعتراف بالمدن العرقية اليونانية خارج «مناطق الأقليات» التي تعود إلى الحقبة الشيوعية، ورفضت استخدام اللغة اليونانية في الوثائق الرسمية وعلامات الطرق العامة في المناطق العرقية اليونانية، أو إدراج المزيد من اليونانيين في الإدارة العامة للدولة. في عام 2008، نصبت الحكومة العديد من علامات الطرق الجديدة في منطقة هيمارا، حيث كانت مكتوبة باللغتين الألبانية والإنجليزية وليس باليونانية. أمر عمدة مدينة هيمارا اليونانية العرقية بإزالة هذه العلامات ونتيجةً لذلك اتهمته الحكومة بتدمير الممتلكات الحكومية. 
ذكر التقرير السنوي للولايات المتحدة الأمريكية لعام 2012 أن ظهور مجموعات قومية شديدة مثل التحالف الأحمر والأسود (RBA) زاد من التوترات العرقية ضد مجموعات الأقليات اليونانية.